# سبک جانورسان

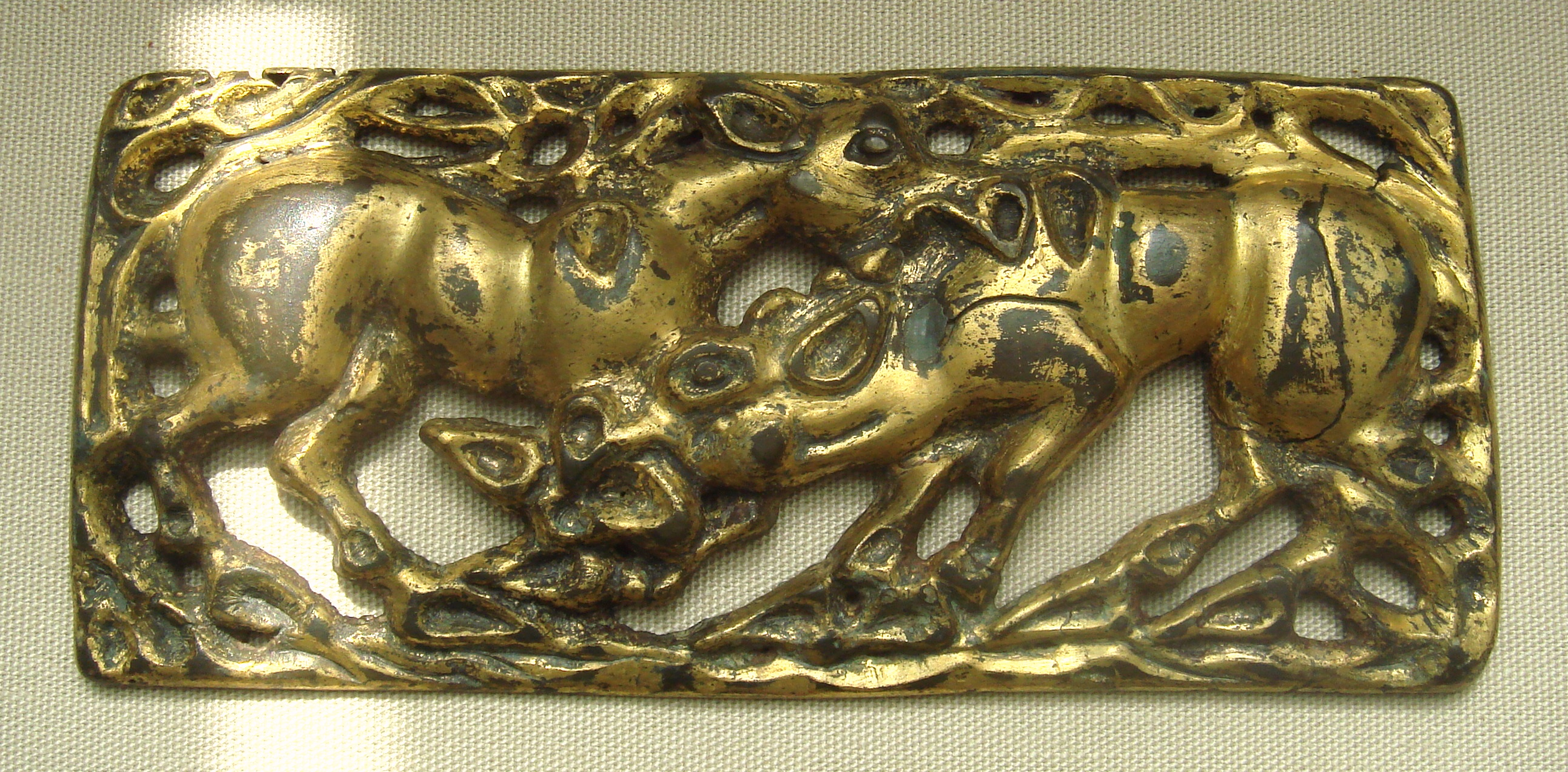
یک شمایل تزئینی جانورسان مربوط به فرهنگ اردوسیان، قرن سوم تا یکم پیش از میلاد

سبک جانورسان (انگلیسی: Animal style) سبک و هنری تزئینی است که مبدا آن چین و شمال اروپا در اوایل عصر آهن می‌باشد. این سبک تا دوره مهاجرت‌ها و در هنر این دوره موسوم به هنر دوره مهاجرت تسری داشت. این سبک تاکید غالبی بر طراحی هنری حیوانات دارد و از این شیوه برای مزین نمودن اشیا کوچک استفاده می‌گردید.